# Sofia Arvidsson
Lena Sofia Alexandra Arvidsson (Halmstad 16 de Fevereiro, 1984) é uma ex-tenista profissional sueca. Sua melhor colocação no ranking de simples da WTA foi nº 29 em 1 de maio de 2006.
Em duplas Sofia obteve sua melhor colocação em 12 de setembro de 2011 quando ocupou o 67º lugar no ranking.

## Carreira

### 1999
Arvidsson iniciou nos Circuitos da ITF chegando a uma das semi-finais em Båstad, Suécia.

### 2001
Seu reconhecimento surgiu quando participou da final de juniores do Aberto da Austrália, perdendo para Jelena Janković em dois sets, parciais 6-2 6-1.
Sofia ganhou 3 títulos ITF neste mesmo ano.

### 2002
Em 2002 suas conquistas elevaram seu ranking o suficiente para participar da fase de classificação de um Grand Slam, chegando a final desta fase no U.S. Open, perdendo para Brie Rippner.

### 2003
Mais uma vez Sofia não conseguiu passar da fase de classificação de um Grand Slam, agora no Aberto da Austrália.
O mesmo acontecendo em Wimbledon e Roland Garros.

### 2004
Arvidsson disputou sua primeira partida em Grand Slam no Aberto da Austrália, perdendo ainda na primeira rodada.

### 2005
Neste ano Arvidsson  alcançou uma final de um torneio da WTA, realizado em Quebec, mas foi derrotada pela tenista Amy Frazier.

### 2006
Sofia Arvidsson alcançou sua melhor posição em Grand Slam no Aberto da Austrália derrotando Dinara Safina e avançando para a terceira rodada. Ano também em que ganhou seu primeiro título da WTA em Memphis, Tennessee, derrotando Marta Domachowska na final.

### 2007
Em 2007, defendendo seu título de Memphis, Sofia derrotou Ekaterina Bychkova e Nicole Pratt, mas foi eliminada nas quartas de final pela tenista Meilen Tu.

### 2008
Em Sydney, seu segundo torneio do ano, passou pela fase de classificação derrotando Galina Voskoboeva, Stéphanie Dubois, Tzipora Obziler e avançando para o torneio principal, onde chegou apenas a segunda rodada. Depois de ganhar da tenista Elena Dementieva em 2 sets, com parciais 6–1 e 7–5, foi eliminada por Kaia Kanepi por 2 sets a 1.
No primeiro Grand Slam do Ano em Melbourne chegou a segunda rodada derrotando a top 10 Marion Bartoli e em seguida perdendo para Marta Domachowska. No torneio de Memphis chegou novamente as quartas de final e, ainda em Memphis, alcançou sua melhor colocação no torneio de duplas chegando as semi finais com sua parceira Melinda Czink.
Depois de conquistar seu 14º título da ITF teve uma lesão no joelho interropendo assim sua temporada. Sofia retornou as quadras a tempo de participar dos Jogos Olímpicos de Pequim. No último Grand Slam do ano, o Aberto dos Estados Unidos foi eliminada na segunda rodada pela tenista Jelena Janković.

### 2009
Sofia não teve um bom início de ano perdendo na primeira rodada os 3 torneios que participou na Austrália: Brisbane, Sydney e Aberto da Austrália. Problemas de saúde afetaram seu desempenho nas quadras e, em sua temporada nos Estados Unidos, foi eliminada nas fases iniciais dos torneios que participou ( Memphis, Indian Wells and Miami). Neste ano Sofia não passou da fase de classificação de Wimbledon e Roland Garros. Em Setembro, já recuperada, Sofia conquista seu 16º título de simples da ITF no Canadá e seu 11º título de duplas no mesmo evento.

### 2010
No Aberto da Austrália não passou da segunda rodada perdendo para Daniela Hantuchová. Participou de um  torneio em Midland chegando as quartas de final e chegou também a final do torneio de Memphis, quando perdeu para a tenista russa Maria Sharapova. Ainda em 2010 chegou as finais de dois torneios ITF, ganhando o primeiro em Ystad e perdendo o segundo, que foi realizado no Bronx para Anna Chakvetadze. O último torneio do ano foi em Poitiers onde também chegou na final contra a francesa Pauline Parmentier, vencendo por 2 sets a 0 com parciais de 6-2 e 7-6.